# Gaz de France

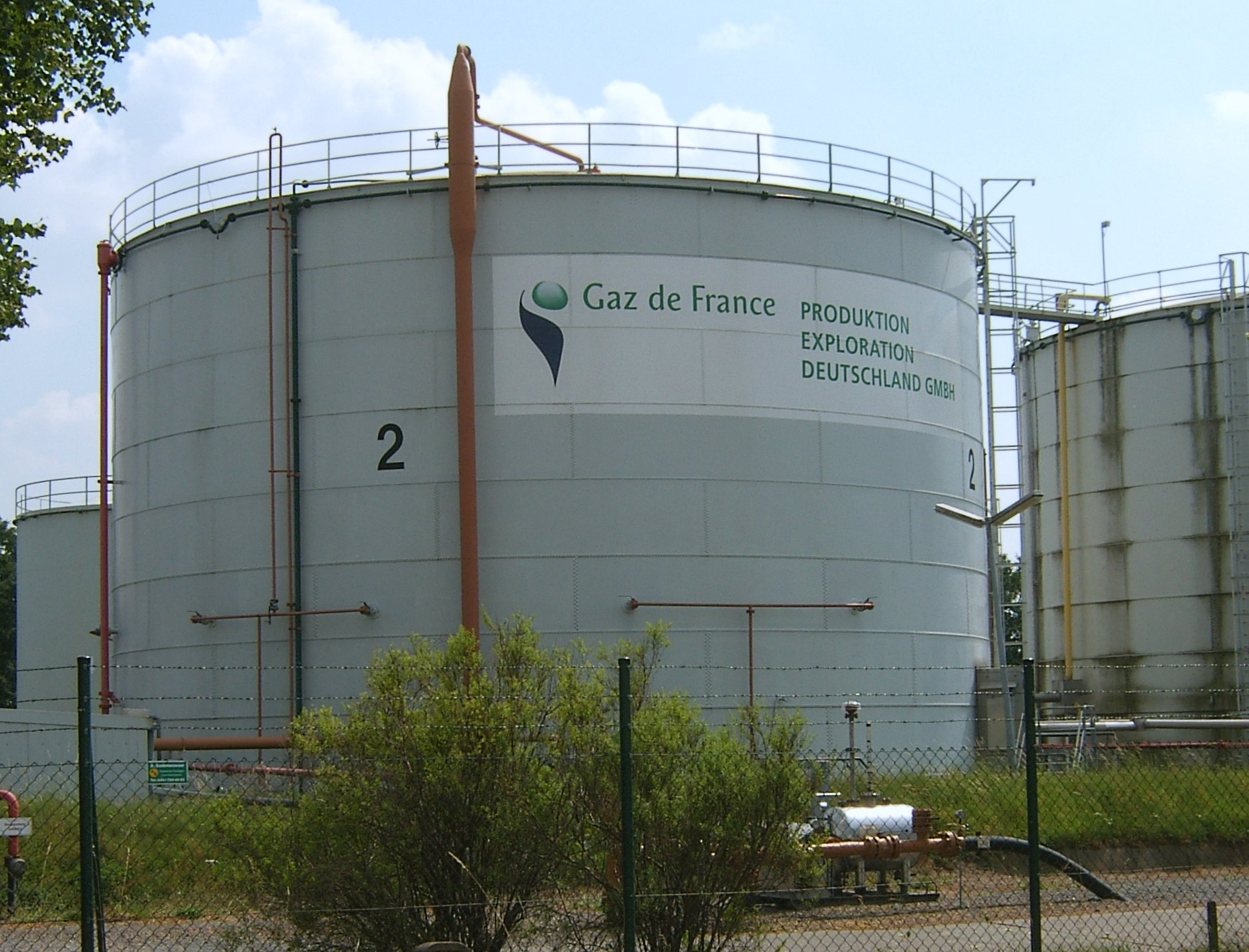
Zbiorniki gazu ziemnego z logo Gaz de France w Hamburgu

Gaz de France – francuskie przedsiębiorstwo energetyczne, największy we Francji dostawca gazu ziemnego.

## Historia
8 kwietnia 1946 francuski rząd Félixa Gouina wydał ustawę o nacjonalizacji sektora energii elektrycznej i gazu ziemnego, której skutkiem było połączenie prawie wszystkich prywatnych spółek w kraju. Nacjonalizacja nie objęła spółek państwowych lub mieszanych (miejskich) (np. Gaz de Bordeaux). W wyniku fuzji powstały Gaz de France i EDF (Électricité de France). Gaz de France przyjął statut przemysłowo-handlowego przedsiębiorstwa państwowego (ÉPIC).
W 2004 r. przedsiębiorstwo państwowe zostało przekształcone w spółkę akcyjną, rząd zezwolił na prywatyzację do 30% udziałów w kapitale.

## Fuzja z Suez
25 lutego 2006 premier Francji, Dominique de Villepin, ogłosił plany fuzji Gaz de France z prywatną grupą SUEZ, w celu zapobieżenia przejęcia SUEZ przez włoski Enel. Deklaracja ta wywołała wątpliwości polityków francuskich, obawiających się utraty kontroli nad państwa nad spółką. Ostateczna decyzja została zamrożona na czas wyborów prezydenckich i parlamentarnych. 2 września 2007 rady zarządzające Gaz de France i SUEZ zatwierdziły nowe kierunki projektu połączenia SUEZ i Gaz de France (projekt fuzji GDF-Suez).
16 lipca 2008 akcjonariusze Gaz de France i SUEZ zaaprobowali fuzję. Nowy koncern GDF Suez jest drugim (po E.ON) producentem energii elektrycznej w Europie, największą grupą przesyłającą i dystrybuującą gaz ziemny, a także światowym liderem na rynku LNG. Największym akcjonariuszem (37,5% akcji) nowego koncernu jest państwo francuskie. W momencie fuzji roczną wartość sprzedaży nowego koncernu, łącznie z Suez Environnement, szacowano na 74 miliardy euro (117 miliardów USD). Prezesami połączonego koncernu są dotychczasowy szef GDF Jean-François Cirelli oraz dotychczasowy szef Suez Gérard Mestrallet.
GDF Suez zatrudnia 196 500 pracowników na całym świecie, w tym 3500 specjalistów z zakresu energetyki jądrowej. GDF Suez zarządza siedmioma reaktorami jądrowymi w Belgii (o łącznej mocy 5700 MW) i dwoma we Francji (o łącznej mocy 1100 MW). Koncern bierze udział w pracach nad budową reaktora typu EPR w Penly, który powinien zostać oddany do użytku w 2017 r.